# Brozzi
Brozzi est un village italien, sur l'Arno, aujourd'hui dans la banlieue ouest de Florence, en Toscane.

## Histoire
La ville s'est développée grâce à ses fabriques de chapeaux de paille. Elle a été incorporée à Florence, Sesto Fiorentino, Campi Bisenzio et Signa en 1928 et comportait à cette époque-là 12 000 habitants. Elle participa activement en 1896 à la grève des artisans et était dirigée par une administration de gauche. Le gouvernement fasciste décide de sa réforme en 1928.

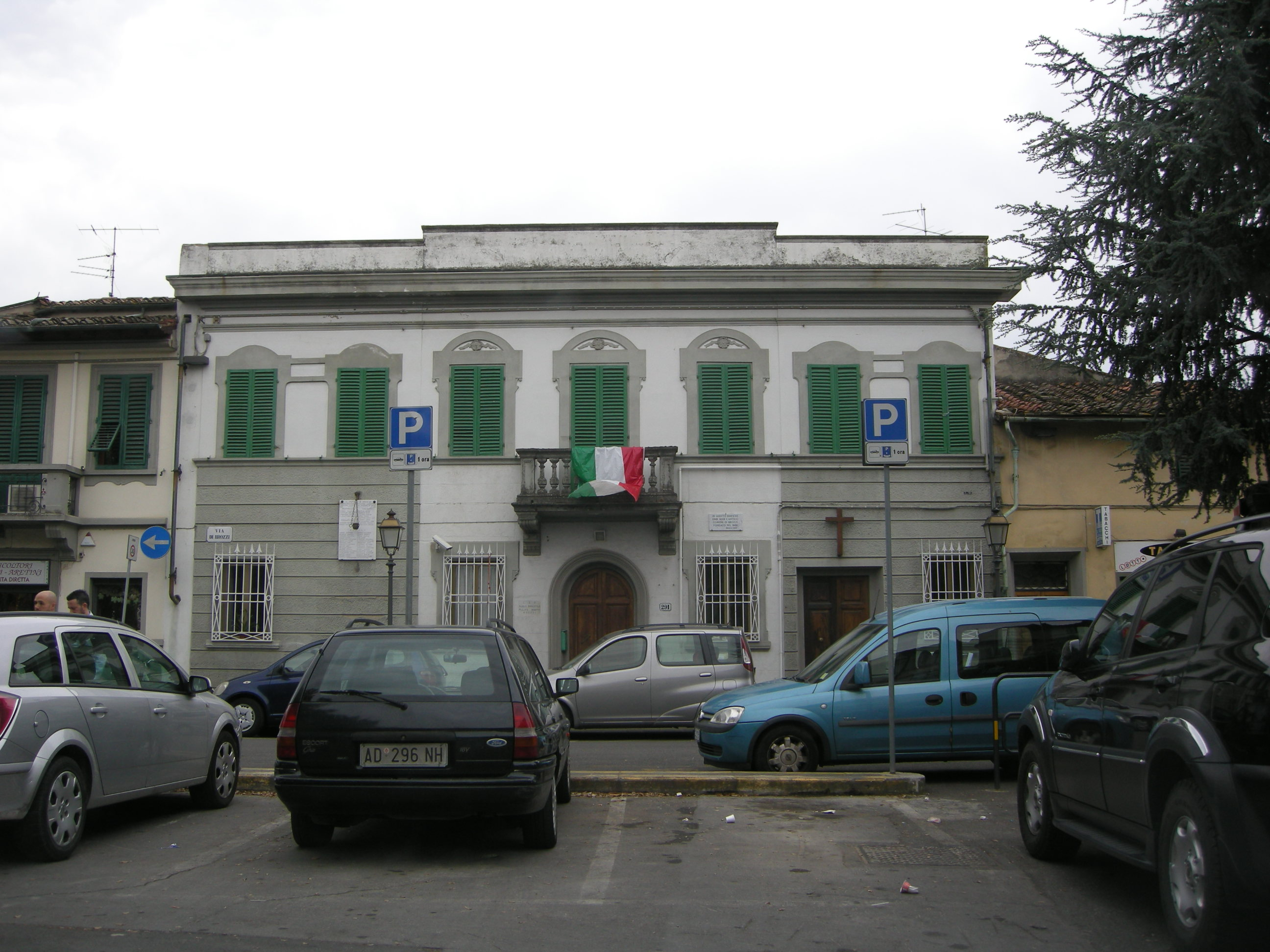
ancien hôtel de ville

## Monuments
- Église Saint-Martin : fondée vers l'an 1000, restaurée au XIXe siècle

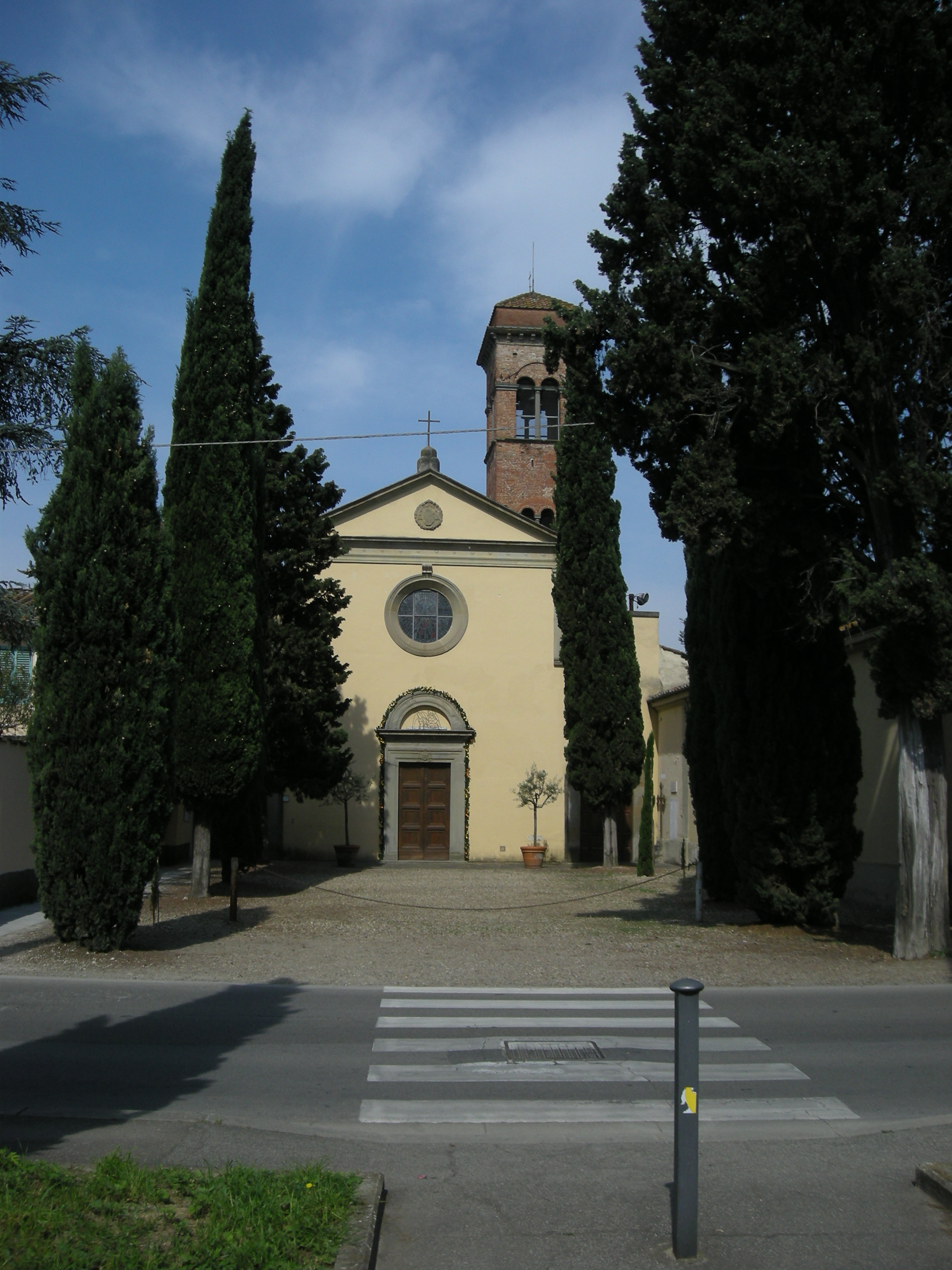
Église Saint-Martin

- Piazza Primo Maggio : grand jardin du XIXe siècle
- Ancien siège de la municipalité de Brozzi : aujourd'hui pépinière
- La Tour de Brozzi : Tour de défense fondée au XIIIe siècle, faisait partie du palais Orsini Baroni
- Oratoire de la Madonna del Pozzo

## Personnalités liées à la commune
- Sesto Caio Baccelli : astronome et kabbaliste du XVIe siècle, créateur d'un almanach annuel de l'agriculture
- Nicolas Papini (1751-1834) : historien franciscain, ministre général de l'ordre des Frères mineurs conventuels (1803-1809)
- Angelo Faggi (it) (1885-1967) : syndicaliste et homme politique italien, militant antifasciste